# Predrag Nikolić
Predrag Nikolić (rođen 11. rujna 1960. u Bosanskom Šamcu), bosanskohercegovački šahovski velemajstor. 
Iduće godine je pobijedio na saveznom prvenstvu, a isti uspjeh je ponovio 1984. 

1980. godine je igrao za reprezentaciju Jugoslavije na svjetskoj šahovskoj olimpijadi na Malti, a iste godine je postao međunarodni majstor FIDA-e, da bi 1983. postao velemajstor i osvojio turnir u Sarajevu. 
1984. je pobijedio u Novom Sadu, 1986. Reykjavíku, a 1987. ponovo u Sarajevu. 
Tijekom turnira u Buenos Airesu 1992. (2. mjesto) je izbio rat u Bosni i Hercegovini, pa je Nikolić, zajedno sa zemljakom Ivanom Sokolovim našao novi dom u Nizozemskoj 1993. godine. 
1994. je trijumfirao u Wijk an Zeeu (Nizozemska). 1998. je bio treći na nizozemskom prvenstvu, a 1999. pobjednik. 2002. i 2003. je pobijedio na turniru u Selfossu, oba puta zajedno s Ivanom Sokolovom. 2004. je proslavio najveći uspjeh u karijeri kada je pobijedio na europskom prvenstvu zajedno s Vasiljem Ivančukom u Antaliji. 
Nikolić već nekoliko godina igra u šahovskoj federalnoj ligi za Solinger SG 1868. 

Trenutno ima 2657 bodova na ELO listi (listopad 2007.), što ga čini najbolje rangiranim šahistom iz BiH. 